# Afrocrania latifrons
Afrocrania latifrons es un insecto coleóptero de la familia Chrysomelidae. Fue descrita científicamente por primera vez en 1892 por Weise.